# Klattia flava
Klattia flava är en irisväxtart som först beskrevs av Gwendoline Joyce Lewis, och fick sitt nu gällande namn av Peter Goldblatt. Klattia flava ingår i släktet Klattia och familjen irisväxter. Inga underarter finns listade i Catalogue of Life.